# Leichtathletik-Europameisterschaften 2010/Teilnehmer (Kroatien)
Kroatien meldete zwölf Sportler  für die Leichtathletik-Europameisterschaften 2010 vom 27. Juli bis zum 1. August in Barcelona.
| Wettbewerb   | Männer                                  | Frauen                     |
| ------------ | --------------------------------------- | -------------------------- |
| 100 m        | Dario Horvat                            |                            |
| 110 m Hürden | Jurica Grabušić                         |                            |
| 400 m Hürden |                                         | Nikolina Horvat            |
| Hochsprung   |                                         | Ana Šimić Blanka Vlašić    |
| Kugelstoßen  | Nedžad Mulabegović                      |                            |
| Diskuswurf   | Martin Marić Marin Premeru Roland Varga | Vera Begić Sandra Perković |
| Hammerwurf   | Andras Haklits                          |                            |